# Magnus Jonsson
Magnus Jonsson (Sollefteå, 1982. április 4. –) svéd sílövő. 2002 óta foglalkozik aktívan a sílövészettel. Tagja volt a 2010-es kanadai olimpián induló svéd csapatnak, ahol a sprint versenyszámban állt rajthoz és a hetvenkilencedik helyen ért célba.

## Eredményei

### Olimpia
| Év   | Olimpia   | Versenyszám | Versenyszám | Versenyszám   | Versenyszám | Versenyszám | Versenyszám |
| Év   | Olimpia   | Egyéni      | Sprint      | Üldözőverseny | Tömegrajtos | Váltó       |             |
| ---- | --------- | ----------- | ----------- | ------------- | ----------- | ----------- | ----------- |
| 2010 | Vancouver | ----        | 79          | ----          | ----        | ----        |             |

### Világbajnokság
| Év   | Világbajnokság     | Versenyszám | Versenyszám | Versenyszám   | Versenyszám | Versenyszám | Versenyszám  | Versenyszám |
| Év   | Világbajnokság     | Egyéni      | Sprint      | Üldözőverseny | Tömegrajtos | Váltó       | Vegyes váltó |             |
| ---- | ------------------ | ----------- | ----------- | ------------- | ----------- | ----------- | ------------ | ----------- |
| 2007 | Antholz-Anterselva | ----        | 33          | 30            | ----        | ----        | ----         |             |
| 2008 | Östersund          | 42          | ----        | ----          | ----        | ----        | ----         |             |
| 2009 | Phjongcshang       | 72          | 21          | 15            | 26          | 9           | ----         |             |

### Világkupa
| Helyezés | 84 | 66 | 56 | 62 |

| 2008/09    | | Hochfilzen Váltó                                                                                      | |
| 2009/10    | | | |
| 2010/11    | | | |
| Összesítés | Egyéni: 0 Sprint: 0 Üldözőverseny: 0 Tömegrajtos: 0 Váltó: 0 Vegyes váltó: 0 ------------ Összesen: 0 | Egyéni: 0 Sprint: 0 Üldözőverseny: 0 Tömegrajtos: 0 Váltó: 1 Vegyes váltó: 0 ------------ Összesen: 1 | Egyéni: 0 Sprint: 0 Üldözőverseny: 0 Tömegrajtos: 0 Váltó: 0 Vegyes váltó: 0 ------------ Összesen: 0 |